# 維奧萊特 (密蘇里州)
維奧萊特（英語：Violet）是位於美國密蘇里州波爾克縣的非建制地區。

## 歷史
維奧萊特的郵局於1896年設立，其後於1922年停運。

## 地理
維奧萊特所處的海拔為高於海平面331米（即1086英呎），而該地所採用的時區為UTC-6，即北美中部時區（CST）。同時該地設有夏令時間，為UTC-6調快一小時，即UTC-5（CDT）。